# Метелик миру Аврори

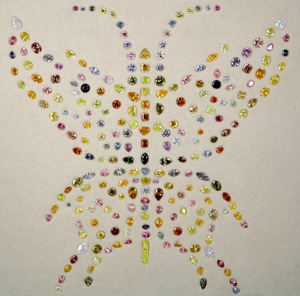
Колекція алмазів Метелик миру Аврори при денному світлі

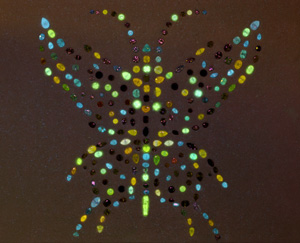
Колекція алмазів Метелик миру Аврори в ультрафіолетовому освітленні

Метелик миру Аврори (англ. The Aurora Butterfly of Peace) — художня колекція алмазів, що складається з 240 натуральних кольорових алмазів з загальною вагою 167 карат (33 грами). Ця мозаїка у формі метелика була створена за 12 років Аланом Бронстайном (англ. Alan Bronstein) та Гаррі Родманом (англ. Harry Rodman). Діаманти об'єднувались у колекцію по одному. Метелик миру Аврори задумувалась як вічна ікона любові, краси, життєвої енергії та миру. Вона символізує духовне поєднання землі та людства.
З листопада 2004 до липня 2005 року колекція виставлялась у Залі дорогоцінного каміння та мінералів Національного музею природознавства Смітсонівського інституту у Вашингтоні.
Менша версія колекції виставлялась у Музеї природознавства Х'юстона з червня 1994 до березня 1996 року. Метелик миру Аврори виставлявся з 25 травня до 30 липня 2008 року в музеї Інституту гемології Америки (англ. Gemological Institute of America, GIA) для початку виставки "Грані Інститут дорогоцінного каміння" (англ. The Facets of the GIA), що показує видатну роль Інституту у світі гемології.
Наукові дослідження, для яких залучалась колекція, привели до наукових проривів у питаннях флюоресценції та фосфоресценції химерно забарвлених алмазів. Дивовижне явище флюоресценції можна побачити у вигляді моделі скелету з яскравого світла в ультрафіолетовому освітленні. У колекції наявні рідкісні та незвичайні кольорові алмази, що створюють увесь задум. До них входять пурпурові камені з Росії, сині та помаранчеві з Південної Африки, яскраво зелені з Бразилії, та дюжина фіолетових і рожевих з шахти Арґайл (англ. Argyle diamond mine) з Австралії.